# Amblytropidia sola
Amblytropidia sola är en insektsart som beskrevs av Rehn, J.A.G. 1939. Amblytropidia sola ingår i släktet Amblytropidia och familjen gräshoppor. Inga underarter finns listade i Catalogue of Life.